# Sicyonia
Sicyonia is een geslacht van kreeftachtigen uit de klasse van de Malacostraca (hogere kreeftachtigen).

## Soorten
- Sicyonia abathophila Crosnier, 2003
- Sicyonia adunca Crosnier, 2003
- Sicyonia affinis Faxon, 1893
- Sicyonia aliaffinis (Burkenroad, 1934)
- Sicyonia altirostrum Crosnier, 2003
- Sicyonia australiensis Hanamura & Wadley, 1998
- Sicyonia benthophila de Man, 1907
- Sicyonia bispinosa (De Haan, 1844 [in De Haan, 1833-1850])
- Sicyonia brevirostris Stimpson, 1871
- Sicyonia burkenroadi Cobb, 1971
- Sicyonia carinata (Brünnich, 1768)
- Sicyonia curvirostris Balss, 1913
- Sicyonia dejouanneti Crosnier, 2003
- Sicyonia disdorsalis (Burkenroad, 1934)
- Sicyonia disedwardsi (Burkenroad, 1934)
- Sicyonia disparri (Burkenroad, 1934)
- Sicyonia dorsalis Kingsley, 1878
- Sicyonia fallax de Man, 1907
- Sicyonia furcata Miers, 1878
- Sicyonia galeata Holthuis, 1952
- Sicyonia inflexa (Kubo, 1949)
- Sicyonia ingentis (Burkenroad, 1938)
- Sicyonia japonica Balss, 1914
- Sicyonia komai Crosnier, 2003
- Sicyonia laevigata Stimpson, 1871
- Sicyonia laevis Spence Bate, 1881
- Sicyonia lancifer (Olivier, 1811)
- Sicyonia longicauda Rathbun, 1906
- Sicyonia longicornis Crosnier, 2003
- Sicyonia martini Pérez Farfante & Boothe, 1981
- Sicyonia metavitulans Crosnier, 2003
- Sicyonia mixta Burkenroad, 1946
- Sicyonia nasica Burukovsky, 1990
- Sicyonia ocellata Stimpson, 1860
- Sicyonia olgae Pérez Farfante, 1980
- Sicyonia parafallax Crosnier, 1995
- Sicyonia parajaponica Crosnier, 2003
- Sicyonia parri (Burkenroad, 1934)
- Sicyonia parvula (De Haan, 1844 [in De Haan, 1833-1850])
- Sicyonia penicillata Lockington, 1878
- Sicyonia picta Faxon, 1893
- Sicyonia rectirostris de Man, 1907
- Sicyonia robusta Crosnier, 2003
- Sicyonia rocroi Crosnier, 2003
- Sicyonia rotunda Crosnier, 2003
- Sicyonia stimpsoni Bouvier, 1905
- Sicyonia taiwanensis Crosnier, 2003
- Sicyonia trispinosa de Man, 1907
- Sicyonia truncata (Kubo, 1949)
- Sicyonia typica (Boeck, 1864)
- Sicyonia vitulans (Kubo, 1949)
- Sicyonia wheeleri Gurney, 1943